# Moto Grosso Feio
Moto Grosso Feio – trzynasty album studyjny amerykańskiego saksofonisty jazzowego Wayne’a Shortera, nagrany w 1970, lecz wydany po raz pierwszy w 1974 roku z numerem katalogowym BN-LA014-G nakładem Blue Note Records.

## Powstanie
Materiał na płytę został zarejestrowany 26 sierpnia 1970 roku przez Tony’ego Maya w A&R Studios w Nowym Jorku. Produkcją albumu zajął się Duke Pearson.
Tego samego dnia zarejestrowano utwory, które trafiły na longplay Odyssey of Iska. Była to ostatnia sesja nagraniowa Shortera dla Blue Note aż do czasu powstania płyty Without a Net.

## Lista utworów
Opracowano na podstawie materiału źródłowego.
Wydanie LP
Strona A
| Nr | Tytuł utworu       | Muzyka        | Długość |
| -- | ------------------ | ------------- | ------- |
| 1. | „Moto Grosso Feio” | Wayne Shorter | 12:28   |
| 2. | „Montezuma”        | Shorter       | 7:52    |
|    |                    |               | 20:20   |

Strona B
| Nr | Tytuł utworu | Muzyka            | Długość |
| -- | ------------ | ----------------- | ------- |
| 1. | „Antiqua”    | Shorter           | 5:23    |
| 2. | „Vera Cruz”  | Milton Nascimento | 5:10    |
| 3. | „Iska”       | Shorter           | 11:22   |
|    |              |                   | 21:55   |

## Twórcy
Opracowano na podstawie materiału źródłowego.
Muzycy:
- Wayne Shorter – saksofon sopranowy, saksofon tenorowy
- John McLaughlin – gitara dwunastostrunowa
- Ron Carter – wiolonczela, kontrabas
- Dave Holland – gitara akustyczna, kontrabas
- Chick Corea – marimba, perkusja, instrumenty perkusyjne
- Micheline Pelzer (w spisie jako Micheline Prell) – perkusja, instrumenty perkusyjne

Produkcja:
- Duke Pearson – produkcja muzyczna
- Tony May – inżynieria dźwięku
- Clayton Frohman – liner notes